# Fanny Marchiò
Fanny Marchiò, all'anagrafe Francesca Marchiò (Corfù, 1º giugno 1904 – Bologna, 7 ottobre 1980), è stata un'attrice italiana.

## Biografia
Nata in una famiglia di attori, inizia sin da bambina a frequentare i palcoscenici; una delle prime rappresentazioni in cui lavora è nel Carnevale dei fanciulli insieme a Emma Gramatica.
Ancora adolescente viene scritturata nella compagnia di Virgilio Talli e Maria Melato, per poi tornare insieme a Emma Gramatica come attrice giovane. Nel 1922 sposa un compagno di lavoro, l'attore Renato Navarrini, e lascia le scene temporaneamente per occuparsi della famiglia.
Torna sul palcoscenico all'inizio degli anni 1930 come prima attrice accanto a Ruggero Ruggeri, mentre dal 1935 recita nella compagnia di Giulio Stival, con la quale otterrà i maggiori successi di pubblico e di critica.
Nel cinema debutta ai tempi del muto, ma soltanto verso la fine degli anni 1930 si dedica con una certa continuità alla carriera di attrice cinematografica. Sarà Mattoli a lanciarla nella pellicola La dama bianca del 1938.
Dal 1954 lavora alla Rai nel primo periodo televisivo, diretta fra gli altri da Anton Giulio Majano, Silverio Blasi e Claudio Fino.
Nel 1974, dopo aver interpretato la serie televisiva Il commissario De Vincenzi, si ritira dalle scene. Ospite di una casa di riposo di Bologna, vi muore nel 1980. 

## Filmografia

### Cinema

Fanny Marchiò nel film Quartieri alti

- Bugergiaria, regia di Édouard Micheroux de Dillon (1921)
- Il match dei 100.000 dollari, regia di Franceschino De Rosa (1921)
- La dama bianca, regia di Mario Mattoli (1938)
- Per uomini soli, regia di Guido Brignone (1938)
- Se quell'idiota ci pensasse..., regia di Nino Giannini (1939)
- La donna della montagna, regia di Renato Castellani (1943)
- Quartieri alti, regia di Mario Soldati (1944)
- La signora è servita, regia di Nino Giannini (1945)
- Lo sconosciuto di San Marino, regia di Michał Waszyński e Vittorio Cottafavi (1948)
- Ma chi te lo fa fare?, regia di Ignazio Ferronetti (1948)
- Luci del varietà, regia di Alberto Lattuada e Federico Fellini (1950)
- Senza bandiera, regia di Lionello De Felice (1951)
- Lo sceicco bianco, regia di Federico Fellini (1952)
- Gli uomini non guardano il cielo, regia di Umberto Scarpelli (1952)
- Nerone '71, regia di Filippo Walter Ratti (1962)
- Adultero lui, adultera lei, regia di Raffaello Matarazzo 1963)
- Adolescenti al sole, regia di Aldo Rossi (1964)
- Maigret a Pigalle, regia di Mario Landi (1966)

### Televisione
- Così è (se vi pare), regia di Mario Landi (1954)
- Domenica d'un fidanzato, regia di Mario Ferrero (1954)
- Il coraggio, regia di Silverio Blasi (1954)
- Delitto e castigo, regia di Franco Enriquez, trasmesso il 12 marzo 1954
- Il piacere dell'onestà, regia di Franco Enriquez (1954)
- Come le foglie,  regia di Mario Ferrero (1954)
- Stasera a Samarcanda, di Jacques Deval, regia di Alessandro Brissoni, trasmesso il 7 maggio 1954
- Liliom, di Ferenc Molnár, regia di Alessandro Brissoni, trasmessa il 14 gennaio 1955
- Il revisore, di Nikolay Gogol, regia di Camillo Mastrocinque (1955)
- Primo giorno di primavera, regia di Claudio Fino (1955)
- Una donna senza importanza, di Oscar Wilde, regia di Silverio Blasi, trasmesso il 30 novembre 1956
- Il romanzo di un giovane povero, regia di Silverio Blasi (1957)
- La regina Vittoria, regia di Giacomo Vaccari (1957)
- Il romanzo di un giovane povero, regia di Silverio Blasi, trasmesso dal 27 aprile al 18 maggio 1957
- Mont Oriol, regia di Claudio Fino, trasmesso dall'8 al 29 marzo 1958
- Tutto da rifare pover'uomo, regia di Eros Macchi (1960)
- Giallo club. Invito al poliziesco, episodio Tutti contro Clay, regia di Guglielmo Morandi (1961)
- Paura per Janet, regia di Daniele D'Anza (1963)
- I miserabili, regia di Sandro Bolchi (1964)
- Questa sera parla Mark Twain di Diego Fabbri, regia di Daniele D'Anza, trasmesso dal 28 marzo al 9 maggio 1965
- Scaramouche, regia di Daniele D'Anza (1965)
- Resurrezione, regia di Franco Enriquez (1965)
- Un bambino, regia di Alessandro Brissoni (1965)
- Lo stagno del diavolo, regia di Guglielmo Morandi (1965)
- Quinta colonna, regia di Vittorio Cottafavi (1966)
- Sheridan, squadra omicidi, regia di Leonardo Cortese (1967)
- Le inchieste del commissario Maigret, regia di Mario Landi (1968) (1 episodio)
- Non cantare, spara di Leo Chiosso, regia di Daniele D'Anza, trasmesso dal 4 maggio al 22 giugno 1968
- Eleonora Duse, regia di Flaminio Bollini (1969)
- Marcovaldo, regia di Giuseppe Bennati (1970)
- Il commissario De Vincenzi, regia di Mario Ferrero (1974)

Nel 1957 ha partecipato a una serie degli sketch della rubrica pubblicitaria televisiva di RAI1 Carosello per il Sunil della Lever-Gibbs, insieme a Nino Besozzi, Pina Bottin, Ferruccio Amendola e Munaretto.

## Prosa radiofonica Rai
- Piccole volpi, di Lillian Hellman, regia di Pietro Masserano Taricco (1952)
- La Loira, dramma di André Obey, regia di Alessandro Brissoni, trasmessa il 26 gennaio 1960
- L'uccellino azzurro, di Maurice Maeterlinck, commento musicale di Luciano Berio, regia di Alessandro Brissoni, trasmessa il 12 settembre 1961
- Maribel e una famiglia singolare, commedia di Miguel Mihura, regia di Alessandro Brissoni, 1965

## Doppiatrici
- Tina Lattanzi in Lo sceicco bianco, Gli uomini non guardano il cielo
- Lydia Simoneschi in Quartieri alti